# 胡氏懸鉤子
胡氏懸鉤子（学名：Rubus hui）为薔薇科懸鉤子屬下的一个种。

## 扩展阅读
- 維基物種上的相關：胡氏懸鉤子